# Верхне-Кушумская волость
Верхне-Кушумская во́лость — административно-территориальная единица, входившая в состав Новоузенского уезда Самарской губернии.
Административный центр — село Верхний Кушум (ныне село Ершовского района Саратовской области).
Население волости составляли преимущественно русские, православные.
В период до установления советской власти волость имела аппарат волостного правления, традиционный для таких административно-территориальных единиц Российской империи.
Волость располагалась на севере Новоузенского уезда, на границе с Николаевским уездом. Согласно карте уездов Самарской губернии издания губернского земства 1912 года на юге волость граничила с Новорепинской и Осиново-Гайской волостями, на юго-западе — с Новотроицкой волостью, на западе — с Миусской волостью, на востоке — с Натальинской волостью и юго-востоке — с Дергачёвской волостью.
Территория бывшей волости является частью земель Ершовского, Дергачёвского и Краснопартизанского районов Саратовской области (административный центр области — город Саратов).

## Состав волости
| №  | Населённые пункты (без посёлков, хуторов и усадеб) | Население (1889 год) | Население (1910 год) | Преобладающие национальности, вероисповедания | Современное состояние                       |
| -- | -------------------------------------------------- | -------------------- | -------------------- | --------------------------------------------- | ------------------------------------------- |
| 1  | село Верхний Кушум (Бобринка)                      | 639                  | 714                  | русские, православные                         | село, Ершовский район                       |
| 2  | деревня Перевоз                                    | 399                  | 422                  | русские, православные                         | не существует                               |
| 3  | деревня Светлое Озеро                              | 240                  | 422                  | русские, православные                         | село, Ершовский район                       |
| 4  | село Марьевка                                      | 1424                 | 836                  | русские, православные                         | село, Ершовский район                       |
| 5  | деревня Лобковка 1-я                               | 108                  | 134                  | русские, православные                         | не существует                               |
| 6  | село Лобковка 2-я                                  | 850                  | 825                  | русские, православные                         | село, Ершовский район                       |
| 7  | деревня Лобковка 3-я                               | 139                  | 122                  | русские, православные                         | не существует                               |
| 8  | сельцо Мавринка                                    | 522                  | 579                  | русские, православные                         | село, Ершовский район                       |
| 9  | деревня Больше-Узенки                              | 80                   | 125                  | русские, православные                         | село, Ершовский район                       |
| 10 | деревня Римско-Корсаковка                          | 76                   | 244                  | русские, православные                         | село Подшибаловка, Краснопартизанский район |
| 11 | село Головинщино                                   | 690                  | 853                  | русские, православные                         | село, Краснопартизанский район              |
| 12 | село Камышево                                      | 399                  | 575                  | русские, православные                         | село, Дергачёвский район                    |
| 13 | станция Маврино                                    | -                    | 27                   |                                               | станция, Ершовский район                    |
| 14 | станция Римско-Корсаково                           | -                    | 29                   |                                               | посёлок, Краснопартизанский район           |